# Natasha Korniloff
Pour les articles homonymes, voir Kornilov.
Natasha Korniloff est une costumière russe, née le 4 septembre 1934 en Inde et morte le 4 novembre 2008 à Londres au Royaume-Uni. Active à Londres durant le dernier tiers du XXe siècle. Elle est principalement connue pour avoir créé des tenues de scène pour David Bowie, en particulier le costume de Pierrot qu'il arbore en 1980 dans le clip de Ashes to Ashes et sur la couverture de l'album Scary Monster.

## Biographie
Natasha Korniloff est chanteuse de folk et costumière, quand pendant l’hiver 1967-1968, elle rencontre David Bowie dans l'entourage de Lindsay Kemp, qu'ils fréquentent tous deux. Elle est chargée de la conception des costumes de la pièce de théâtre que montent Kemp et Bowie, Pierrot in Turquoise or The Looking Glass Murders, et dessine en particulier pour Bowie une tenue de « nuage bleu ». Lors de la tournée qu'elle accompagne, elle a une liaison avec la future star,, et aurait tenté de mettre fin à ses jours en apprenant que Bowie entretient simultanément une relation avec Kemp,.
Natasha Korniloff meurt d'un cancer en 2008[source insuffisante].

## Œuvres
Ses créations les plus célèbres ont été portées par David Bowie :
- un collant intégral composé d'un motif de toile d'araignée noire, révélant largement le corps, avec deux mains en corbeille sur la poitrine, pour un concert de 1973 de Ziggy Stardust[12],[Note 1],[13] ;
- une jupe crayon dans le style d'une « hôtesse de l'air de la Chine communiste » portée en décembre 1979 pour l'émissionSaturday Night Live à New York[14] ;
- des tenues de la tournée de Stage de 1978 (Isolar II Tour) : un pantalon bouffant blanc, porté avec un T-shirt et une casquette de marin, un smoking en plastique, une veste en simili peau de serpent[15] portée à nouveau lors de la tournée Outside en 1995[16] ;
- le costume de Pierrot de l’album Scary Monsters et du clip Ashes to Ashes, en pointes mousseuses et mailles argentées[17]. Selon elle :

« Le clown s'inspirait d'un costume jacobéen avec un grand pantalon et des manches rembourrées. C'était des couches et des couches d'un tissu bleu brillant, d'organza de soie et de galon. Et il y avait un filet argenté par-dessus le Lurex bleu (...) J'étais extrêmement satisfait de ce pantalon blanc qui avait été coupé comme un pantalon jacobéen. J'étais stupéfaite de voir que j'avais réussi à changer la forme de ce que tout le monde portait à ce moment-là. Toute la vague futuriste et néoromantique est venue de là. »

Elle est aussi l'autrice des tenues du 1980 Floor Show (en), enregistré en octobre 1973 au Marquee : celles des danseurs, la robe de Reine noire portée par Amanda Lear dans son interprétation de Sorrow en duo avec Bowie et celles de Marianne Faithfull,. Elle a créé plusieurs costumes de scène de Freddie Mercury.
Elle poursuit ensuite sa carrière de costumière, travaillant notamment régulièrement pour le Ballet Rambert.
En 1998 elle réalise les costumes de Steve Harvey qui incarne Bowie dans la performance scénique A Rock 'N' Roll Suicide de Iain Forsyth et Jane Pollard.